# La Mbi (commune)
La Mbi est une des huit communes de la préfecture de Ombella-M'Poko. Elle doit son nom au cours d’eau La Mbi, qui traverse la commune, après avoir pris sa source sur le plateau de Gadzi-Carnot. Le village le plus connu, se nomme Bodanga.

## Villages
La commune rurale de La Mbi compte près de 30 villages ou groupements de villages: Babodanga, Badoli, Baguesseyona, Baloudoua, Boani, Bodandoro, Bodanga, Bodiki, Bodoukpa, Boéssé 1, Boéssé 2, Bogbadélé, Bogbazonga 1, Bogbazonga 2, Bogonou, Bogoro, Bokan, Bokané, Bokodona, Bokoin, Bongbalo, Bongolo 1, Bongolo 2, Bongolo 3, Boudouli, Boyali 1, Bozando 1, Bozando 2, Bozoumbolo, Foulata 2, Foulata 3, Foulbé, Gbatoum, Mbororo, Simbolo, Yonkala, Zalingo Foulata.

## Site remarquable
Situées près du village de Babodanga, Les Chutes de la Mbi, hautes de 200 m sur 70 m de front, constituent un site naturel inscrit sur la liste indicative du patrimoine mondial depuis le 11 avril 2006.